# Лепешин Анатолій Олександрович
Анатолій Олександрович Лепешин (23 травня 1941 рік — 15 лютого 2010) — тенісист, заслужений тренер Росії, заслужений тренер СРСР. Колишній тренер тенісиста Євгена Кафельникова.

## Біографія
Анатолій Лепешин народився 23 травня 1941 року. Грати в теніс почав в 8 років. Тренувався у Н. Лео. У 1956—1957 роках став переможцем Всесоюзних командних змагань серед юнаків — брав участь в команді Москви. Закінчив Російський державний університет фізичної культури, спорту, молоді та туризму. У 1958 і 1960 році ставав переможцем командних чемпіонатів СРСР у складі команди «Динамо» .
У 1963 році отримав звання майстра спорту СРСР. У 1963—1975 роках був тренером «Юного динамівця» МГС «Динамо». У 1972 році став заслуженим тренером Росії. Під керівництвом Анатолія Лепешина юнацькі та молодіжні збірні команди СРСР вигравали на командних першостях світу серед юнаків. Чемпіонами світу і Європи ставали кращі вихованці радянського тенісу: киянин Андрій Медведєв, сочінці Євген Кафельников і Сергій Пономарьов, Олег Огородов і Дмитро Томашевич (Ташкент), Саргис Саргсян (Єреван) та ін. У 1990 році — Заслужений тренер СРСР. У період з 1994 по 1996 рік став Лауреатом Російського Кубка в номінації «Кращий тренер року» .
Тренував олімпійського чемпіона Євгена Кафельникова з 1991 по 1997 рік . У 1991 році, коли Радянський Союз розпався, Анатолій Лепешин виявився в ситуації, коли майже всі кращі гравці юніорської команди СРСР роз'їхалися по «національних квартирах». Лепешин залишався державним тренером юнацької збірної, але збирати нову команду було занадто клопітно — знайти в Росії рівноцінну заміну лідерам було практично неможливо. І він пішов іншим шляхом: запропонував перспективному Кафельникову, вихованцю сочинця Валерія Шишкіна, який працював з Женею 12 років (з 1979 по 1991), самому стати його персональним тренером. Батьки Кафельникова не заперечували. Так в грудні 1991 р. почалася їхня спільна робота. На той час Кафельников вже мав перший професійний контракт (в цьому статусі він пройшов зі своїм тренером Шишкіним стажування в академії Ніка Боллітьєрі навесні 1991 року, а в листопаді того ж року брав участь в кваліфікації Кубка Кремля). Не змусив себе чекати перший успіх Кафельникова і з новим тренером, Лепешиним: вже навесні 1992 р. Євген виграв престижний титул чемпіона юніорської Відкритої першості Італії. У відносинах з Кафельниковим Лепешин проявив себе як сильний психолог і знайшов підхід до талановитого спортсмена. Кафельников в своїх подальших інтерв'ю перестав згадувати Шишкіна, відзначаючи, що саме Анатолій Лепешин зробив з нього тенісиста. Під керівництвом Лепешина Кафельников виграв свій перший (з двох) турнір «Великого шолома» — «Ролан Гаррос», причому відразу в двох розрядах — одиночному і парному (з чехом Даніелем Вацеком). А в листопаді 1996 р. Кафельников піднявся на 3-ю сходинку світового рейтингу. Тенісист відзначав, що Лепешин був дуже суворим, але справедливим тренером, відзначаючи, що між ними було повне взаєморозуміння, і головне — тренер навчив його дисципліни. Вони розлучилися після закінчення сезону 1997 року, коли Кафельников опустився в рейтингу за межі Тор-6. Незабаром Кафельников знайшов собі нового тренера — відомого американця Ларрі Стефанко, з ім'ям якого і пов'язані подальші тенісні успіхи Євгена: другий титул Великого шолома (AUS Open-1999), перше місце в рейтингу і перемога на Олімпійських іграх в Сіднеї-2000.
Анатолій Лепешин в 1995—1996 роках був капітаном команди Росії в розіграші Кубка Девіса, в 1995 році вони з Кафельниковим привели команду Росії до фіналу КД. Крім Кафельникова, тренував Олександра Богомолова, Віктора Рубанова, Дмитра Віхарєва, Євгенія Баранова . Брав участь в роботі першої тенісної академії в Росії . В останні роки життя тренер Лепешин працював в Австрії.
Помер 15 лютого 2010 року . Похований на Головинському кладовищі. У грудні 2010 р. прийнятий в Російський Зал тенісної слави в номінації «Кращий тренер».